# Plymouth (Montserrat)
Plymouth is de hoofdstad van Montserrat, een overzees gebiedsdeel van het Verenigd Koninkrijk.
Door de uitbarsting van de Soufrière op 18 juli 1995 is de stad verwoest en verlaten, meer dan twee derde van de bevolking is gevlucht naar nabijgelegen eilanden. Regeringsgebouwen zijn nu gevestigd in Brades, maar Plymouth blijft de de jure hoofdstad omdat er geen andere stad is aangewezen als hoofdstad.

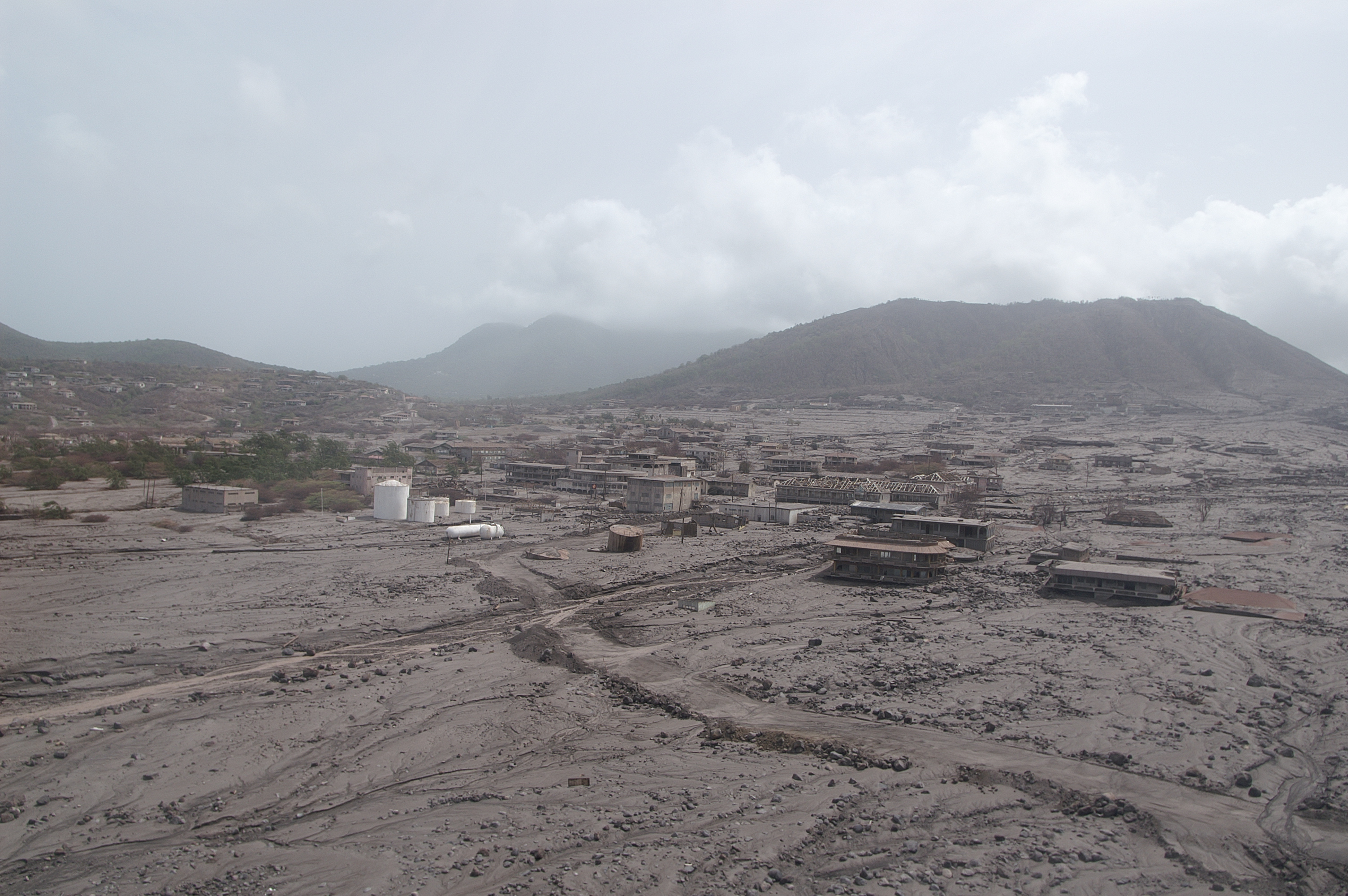
Plymouth na de uitbarsting

Brades · Little Bay · Look Out · Olveston · Plymouth*

 *verlaten plaats